# 호텔리
호텔리(독일어: Hohtälli)는 스위스 발레주의 체르마트 남동쪽에 위치한 페나인 알프스의 산이다. 이곳은 고르너그라트와 슈토크호른 사이의 고르너 빙하에서 핀델 빙하를 분리하는 산맥에 있다. 정상의 높이는 3,275m이며, 정상에는 케이블카 정류장이 있다. 호텔리는 스키 지역의 일부이며, 산을 따라 내려가는 여러 스키 코스가 있다.